# Ramon d'Usall
Ramon d'Usall va ser el trenta-quatrè bisbe de Girona (1179-1196). Originari del Mas Usall, important "coromina" prop de Banyoles, apareix com a monjo de Vilabertran a la dècada del 1140 i com abat des de 1152. La seva ascensió en la jerarquia religiosa es degué a la seva relació amb la poderosa casa dels Torroja, senyors del castell de Solsona. Pere de Torroja va ser el seu antecessor com a abat de Santa Maria de Vilabertran, el va fer el seu "capellanus", i, en partir per a la seu de Saragossa el 1152 per a la qual havia estat triat no sense intervenció del seu germà Guillem de Rocabertí, bisbe de Barcelona i després [arquebisbe de Tarragona], va fer nomenar abat Ramon d'Usall. Com a abat de Vilabertran centrà la seva activitat a facilitar els pelegrinatges a Terra Santa amb préstecs, i en aplegar recursos per als ordes militars. L'any 1176, el vescomte Guifré de Rocabertí li va fer donació de la vila de Vilabertran per al monestir.
Un cop bisbe de Girona va concedir la primera carta municipal de què hi ha constància a Catalunya, va viatjar a Roma per assistir al Concili del Laterà i va presidir una assemblea de Pau i Treva en presència de l'Arquebisbe de Vilademuls i del rei Alfons el Cast. Dugué a terme algunes obres a la capella de Sant Andreu de la Catedral de Girona i va morir el 1196, essent sebollit a l'ossera comuna dels bisbes de Girona. La seva família va donar membres molt importants a partir del segle xiii: Eimeric d'Usall, ambaixador, familiar del rei Jaume el Just, àrbitre de la Carta Municipal de Banyoles; Guillem Pere d'Usall, banquer, que va adquirir el Palau del carrer de Regomir núm. 6, que controlava el portal de Regomir de la muralla de Barcelona el fill homònim de l'anterior, primer dels molts consellers de la ciutat que tindria la família. La influència dels Usall va anar creixent fins que el 1795 van ser decorats amb el títol de Marquesos de Monistrol.